# Jiffarong
Jiffarong ist eine Ortschaft im westafrikanischen Staat Gambia.
Nach einer Berechnung für das Jahr 2013 leben dort etwa 1059 Einwohner, das Ergebnis der letzten veröffentlichten Volkszählung von 1993 betrug 943.

## Geographie
Jiffarong liegt in der Lower River Region im Distrikt Kiang West. Der Ort liegt rund 4,2 Kilometer westlich von Sankandi.